# Bagdi Sándor (író)
Bagdi Sándor (Köröskisjenő, 1925. január 7. – Izrael, 1997. augusztus 20.) magyar író.

## Életútja
Aradon végezte a középiskolát, a Bolyai Tudományegyetemen szerzett matematikatanári oklevelet 1958-ban. A nagyszalontai líceumban tanított matematikát.
Az Utunk 1963-tól közölte karcolatait, novelláit. Humoros írásaiban groteszk helyzetekből bontott ki erkölcsi tanulságokat. Kötete: Fura intermezzo : humoros írások / Bagdi Sándor ; bev. Szabó Gyula. Bukarest : Irod. Kiadó, 1968. 188 p. (Ser. Forrás Magyar-román közös kiadás.)
1973-ban kivándorolt az Amerikai Egyesült Államokba.